# Sybille Gauvain
Sybille Gauvain (* 31. Juli 1994 in Fréjus) ist eine ehemalige französische Tennisspielerin und Tennistrainerin.

## Karriere
Gauvain spielte hauptsächlich auf Turnieren der ITF Women’s World Tennis Tour, wo sie aber keinen Titel gewinnen konnte.
2010 startete sie mit ihrer Partnerin Jade Suvrijn im Hauptfeld des Damendoppels des mit 100.000 US-Dollar dotierten Open GDF Suez de Marseille 2010, wo die beiden aber bereits in der ersten Runde gegen Hana Birnerová und Klára Koukalová mit 3:6 und 0:6 verloren.
Ihr einziges Turnier auf der WTA Tour spielte Gauvain im Jahr 2018, als sie zusammen mit ihrer Partnerin Tamara Culibrk eine Wildcard für das Hauptfeld im Damendoppel erhielt. Die beiden scheiterten aber bereits in der ersten Runde gegen Mihaela Buzărnescu und Heather Watson mit 3:6 und 3:6. Für die Qualifikation zum Hauptfeld im Dameneinzel erhielt sie ebenfalls eine Wildcard, scheiterte aber auch dort bereits in der ersten Runde gegen Anna Blinkowa mit 0:6 und 3:6.

## College Tennis
2014 bis 2018 spielte Gauvain für die Damentennismannschaft der Spartans der San José State University.

## Persönliches
Sybille ist die Tochter von Herve und Florence Gauvain. Sie hat eine Zwillingsschwester Lorraie, mit der sie auch in der High School Doppel spielte und eine ältere Schwester Delphine. Sie besuchte das Lycée Albert Camus in Fréjus, Frankreich. Sie arbeitet nach ihrer aktiven Profitenniszeit als Trainerin im Chamisal Tennis Club auf der Halbinsel Monterey.